# Jump in the Fire
"Jump in the Fire" je skladba americké heavymetalové skupiny Metallica, kterou složil bývalý člen, frotman kapely Megadeth Dave Mustaine při jeho působení v Metallice. Vyšla jako druhý a poslední singl z jejich debutové alba Kill 'Em All. Na B-straně singlu vyšly nafingované živé verze skladeb "Phantom Lord" a "Seek & Destroy", které ale byly ve skutečnosti jiné studiové nahrávky s dodatečně nahraným zvukem davu.